# Account of an Expedition from Pittsburgh to the Rocky Mountains
Account of an Expedition from Pittsburgh to the Rocky Mountains (abreviado Account Exped. Pittsburgh) es un libro con ilustraciones y descripciones botánicas que fue escrito por el cirujano militar, naturalista, botánico estadounidense Edwin James que entre 1819 a 1820, recorrió las Grandes Planicies y las Montañas Rocosas con la "Gran Expedición de Stephen" (por Stephen Harriman Long, líder de la expedición). Fue publicado en tres volúmenes en el año 1823, con el nombre de Account of an Expedition from Pittsburgh to the Rocky Mountains, performed in the years 1819, 1820 by order of the Hon. J. C. Calhoun, under the command of Maj. S. H. Long / compiled from the notes of Major Long, Mr. T. Say and other gentlemen of the party by Edwin James.